# Rinawa
Rinawa is een geslacht van spinnen uit de  familie van de Hahniidae (kamstaartjes).

## Soorten
- Rinawa bola Forster, 1970
- Rinawa cantuaria Forster, 1970
- Rinawa otagoensis Forster, 1970
- Rinawa pula Forster, 1970